# Eric Fellner
Eric Nigel Fellner, (Londres, 10 de octubre de 1959) es un productor de cine británico. Fue copropietario (junto a Tim Bevan) de la productora Working Title Films.

## Biografía
Fellner nació en Londres. De 1972 a 1977, estudió en la Cranleigh School, un internado independiente para varones (ahora mixto), en Surrey, en el sureste de Inglaterra, y posteriormente en la Guildhall School of Music and Drama de Londres.
Fellner fue productor cinematográfico en Initial Films y se había destacado como productor de Sid y Nancy (1986) y productor ejecutivo de Un beso antes de morir (1991). Tras la salida de Sarah Radclyffe de Working Title Films, se incorporó como socio de Tim Bevan en 1991.
Working Title tiene un acuerdo separado que cubre la televisión con la empresa hermana de Universal, NBCUniversal International Studios.  Actualmente es una de las productoras más grandes de Gran Bretaña, con oficinas en Londres y Los Ángeles, y sus películas han recaudado más de 8.500 millones de dólares en todo el mundo.  Entre sus éxitos se incluyen Cuatro bodas y un funeral (Four Weddings and a Funeral) (1994) que recaudó 250 millones de dólares en todo el mundo. Dead Man Walking y Fargo ganaron Óscars en 1996 y 1997 respectivamente, mientras que Elizabeth (1998), Expiación (Atonement) (2007) y Frost/Nixon fueron nominadas al Óscar a la mejor película.

## Filmografía

### Cine
Productor
| - Sid y Nancy (Sid and Nancy) (1986) - Derechos al infierno (Straight to Hell) (1987) - Agenda oculta (Hidden Agenda) (1990) - Pasiones prohibidas (Liebestraum) (1991) - Wild West (1992) - No Worries (1993) - French Kiss (1995) - Mujeres bajo la Luna (Moonlight and Valentino) (1995) - Lago Ness (Loch Ness) (1995) - Bean, lo último en cine catastrófico (Bean) (1997) - Te odio, mi amor (The Matchmaker) (1997) - Los Borrowers (The Borrowers) (1997) - Donde las dan, las toman (What Rats Won't Do) (1998) - Elizabeth (1998) - Hi-Lo Country (1998) - Plunkett y Macleane (Plunkett & Macleane) (1999) - El diario de Bridget Jones (Bridget Jones's Diary) (2001) - La mandolina del capitán Corelli (Captain Corelli's Mandolin) (2001) - 40 días y 40 noches (40 Days and 40 Nights) (2002) - Ali G anda suelto (Ali G Indahouse) (2002) - Un niño grande (About a Boy) (2002) - El gurú del sexo (The Guru) (2002) - Johnny English (2003) - Love Actually (2003) - The Calcium Kid (2004) - Thunderbirds (2004) - Wimbledon (2004) - El diario de Bridget Jones: Sobreviviré (Bridget Jones: The Edge of Reason) (2004) - La intérprete (The Interpreter) (2005) - Orgullo y prejuicio (Pride & Prejudice) (2005) - La niñera mágica (Nanny McPhee) (2005) - United 93 (2006) - Atrapa el fuego (Catch a Fire) (2006) - Sesenta y seis (Sixty Six) (2006) - Ases calientes (Smokin' Aces) (2006) - Arma fatal (Hot Fuzz) (2007) - Las vacaciones de Mr. Bean (Mr. Bean's Holiday) (2007) - Expiación (Atonement) (2007) - Elizabeth: la edad de oro (Elizabeth: The Golden Age) (2007) - Definitivamente, quizás (Definitely, Maybe) (2008) - Megapetarda (Wild Child) (2008) - Frost/Nixon (2008) - Radio pirata (The Boat That Rocked) (2009) - La sombra del poder (State of Play) (2009) - Green Zone (2010) - La niñera mágica y el Big Bang (Nanny McPhee and the Big Bang) (2010) - Paul (2011) - El topo (Tinker Tailor Soldier Spy) (2011) - Johnny English Reborn (2011) | - Contrabando (Contraband) (2012) - Una aventura extraordinaria (Big Miracle) (2012) - Anna Karenina (2012) - Les Misérables (2012) - Les doy un año (I Give It a Year) (2013) - Una cuestión de tiempo (About Time) (2013) - Bienvenidos al fin del mundo (The World's End) (2013) - Circuito cerrado (Closed Circuit) (2013) - Las dos caras de enero (The Two Faces of January) (2014) - La teoría del todo (The Theory of Everything) (2014) - Billy Elliot the Musical Live (2014) - Trash (2014) - We Are Your Friends (2015) - Everest (2015) - Legend (2015) - La chica danesa (The Danish Girl) (2015) - The Program (2015) - Hail, Caesar! (2016) - Bridget Jones's Baby (2016) - Baby Driver (2017) - El instante más oscuro (Darkest Hour) (2017) - Victoria & Abdul (2017) - El muñeco de nieve (The Snowman) (2017) - 7 días en Entebbe (Entebbe) (2018) - Rey de ladrones (King of Thieves) (2018) - Johnny English: De nuevo en acción (Johnny English Strikes Again) (2018) - María, reina de Escocia (Mary Queen of Scots) (2018) - El niño que pudo ser rey (The Kid Who Would Be King) (2019) - Yesterday (2019) - Madame Curie (Radioactive) (2019) - Cats (2019) - Emma (2020) - Personal Assistant (The High Note) (2020) - Rebecca (2020) - Cyrano (2021) - Última noche en el Soho (Last Night in Soho) (2021) - Ticket to Paradise (2022) - Las nadadoras (The Swimmers) (2022) - ¿Y qué tendrá que ver el amor? (What's Love Got to Do with It?) (2022) - El libro de Catherine (Catherine Called Birdy) (2022) - Genie (2023) - Dos chicas a la fuga (Drive-Away Dolls) (2024) - La sustancia (The Substance) (2024) - Blitz (2024) - Bridget Jones: loca por él (Bridget Jones: Mad About the Boy) (2025) - Honey Don't! (2025) - Three Bags Full: A Sheep Detective Movie (2026) - Hippie Hippie Shake (unreleased) |

Productor ejecutivo
| - Seducir a Raquel (The Rachel Papers) (1989) - Bésame antes de morir (A Kiss Before Dying) (1991) - El año de las armas (Year of the Gun) (1991) - Renegados (Posse) (1993) - Doble juego (Romeo Is Bleeding) (1993) - The Hawk (1993) - Cuatro bodas y un funeral (Four Weddings and a Funeral) (1994) - El gran salto (The Hudsucker Proxy) (1994) - Panther (1995) - Pena de muerte (Dead Man Walking) (1995) - Fargo (1996) - El gran Lebowski (El gran Lebowski) (1998) - Notting Hill (1999) - O Brother! (O Brother, Where Art Thou?) (2000) - Vidas furtivas (The Man Who Cried) (2000) - El hombre que nunca estuvo allí (The Man Who Wasn't There) (2001) - Long Time Dead (2002) - My Little Eye (2002) | - Thirteen (2003) - Por amor al arte (The Shape of Things) (2003) - Ned Kelly (2003) - The Italian Job (2003) - Gettin' Square (2003) - Zombies party (una noche... de muerte) (Shaun of the Dead) (2004) - Mi socio Mickybo y yo (Mickybo and Me) (2004) - Bailo por dentro (Inside I'm Dancing) (2004) - No. 2 (2006) - Viaje a lo inesperado (Gone) (2007) - Quemar después de leer (Burn After Reading) (2008) - El solista (The Soloist) (2009) - Un tipo serio (A Serious Man) (2009) - Arrietty y el mundo de los diminutos (Karigurashi no Arriety) (2010) - Rush (2013) - Grimsby (2016) - The History Keepers (TBA) |

## Premios y distinciones
Premios Óscar
| Año  | Categoría      | Película           | Resultado |
| ---- | -------------- | ------------------ | --------- |
| 1999 | Mejor Película | Elizabeth          | Nominado  |
| 2008 | Mejor película | Atonement          | Nominado  |
| 2013 | Mejor película | Les Miserables     | Nominado  |
| 2015 | Mejor película | La teoría del todo | Nominado  |
| 2018 | Mejor película | Darkest Hour       | Nominado  |
| 2025 | Mejor película | La sustancia       | Nominado  |